# Estació de les Borges Blanques
Les Borges Blanques és una estació ferroviària propietat d'Adif situada al nord-est de la població de les Borges Blanques,  a la comarca de les Garrigues. L'estació es troba a la línia Tarragona-Reus-Lleida i hi tenen parada trens de les línies regionals R13 i R14 de Rodalies de Catalunya, operat per Renfe Operadora.
Aquesta estació es va posar en funcionament l'any 1874 quan va entrar en servei el tram construït per la Companyia del Ferrocarril de Montblanc a Lleida (posteriorment LRT) entre Vinaixa (1872) i les Borges Blanques. L'arribada del ferrocarril a les Borges va revolucionar el transport de persones i mercaderies com el postal i el d'oli. El carrer la Font va esdevenir artèria principal de les entrades i sortides de població i mercaderies.
L'edifici original de l'estació de dues plantes va ser enderrocat el 1975 i Renfe el va substituir per un altre amb 2 habitatges i una oficina.
L'any 2016 va registrar l'entrada d'11.000 passatgers.

## Serveis ferroviaris
| Serveis regionals de Rodalies de Catalunya |        |       |                      |                             |
| Procedència/Destinació                     | <      | Línia | >                    | Procedència/Destinació      |
| Lleida Pirineus                            | Juneda |       | La Floresta Vinaixa¹ | Barcelona-Estació de França |
| Lleida Pirineus                            | Juneda |       | La Floresta Vinaixa¹ | Barcelona-Estació de França |

1. Alguns regionals no efectuen parada a La Floresta sent la següent o anterior Vinaixa.